# Mondlandefähre

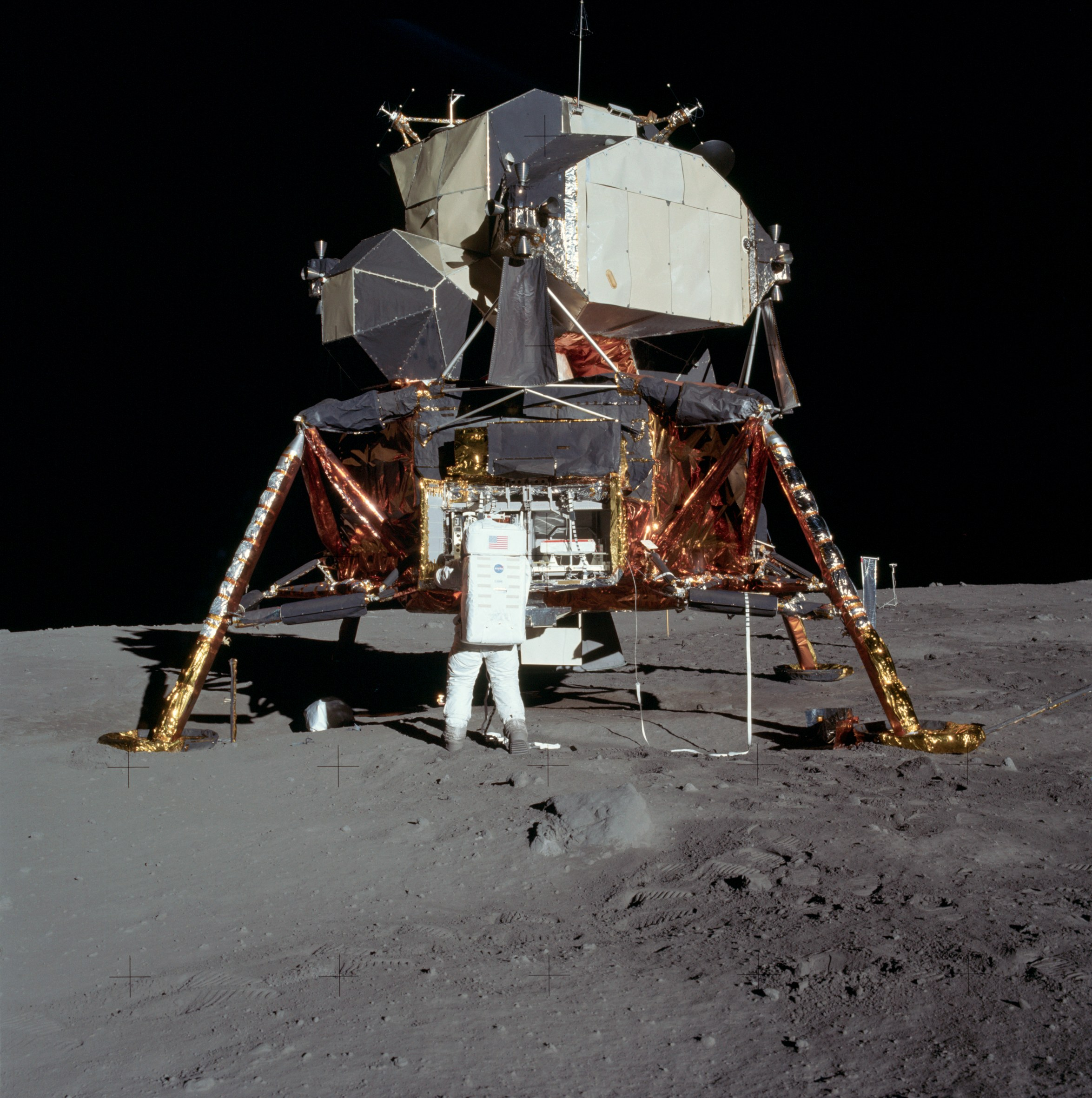
Apollo-Mondlandefähre Eagle: Die erste gelandete Mondfähre (1969)

Eine Mondlandefähre ist ein Lande- und Aufstiegsvehikel, mit dem Raumfahrer zwischen einem Raumschiff in einer Mond-Umlaufbahn und der Mondoberfläche verkehren können. Auf dem Mond gelandet sind bislang sechs Fähren des US-amerikanischen Apollo-Programms in den Jahren 1969 bis 1972. Zwei weitere Fähren flogen um den Mond, wobei die Fähre von Apollo 13 nach einem Defekt der Kommandokapsel die Besatzung rettete.

## US-amerikanische Mondlandefähren
Die Apollo-Mondlandefähre (kurz LM für Lunar Module) entstand in den 1960er Jahren und war zweistufig konstruiert. Der untere Teil – das Abstiegsmodul – verblieb bei der Rückkehr auf der Mondoberfläche. Insgesamt wurden fünfzehn dieser Fähren hergestellt. Sechs davon landeten in den Jahren 1969 bis 1972 mit jeweils zwei Astronauten auf dem Mond.
Für das Constellation-Programm wurde in den 2000er Jahren die ebenfalls zweistufige Fähre Altair entworfen. Das Programm wurde jedoch wegen Überschreitung der Kosten- und Zeitplanung eingestellt und die Fähre nie gebaut.
Für das 2019 initiierte Artemis-Programm entwickeln die Raumfahrtunternehmen SpaceX und Blue Origin jeweils eine einstufige, wiederverwendbare Mondfähre, die als Human Landing System (HLS) bezeichnet wird. Das Starship Human Landing System von SpaceX wird auf dem Raumschiff Starship basieren, während Blue Origin den Lander Blue Moon Mark 2 speziell für Mondflüge entwirft.

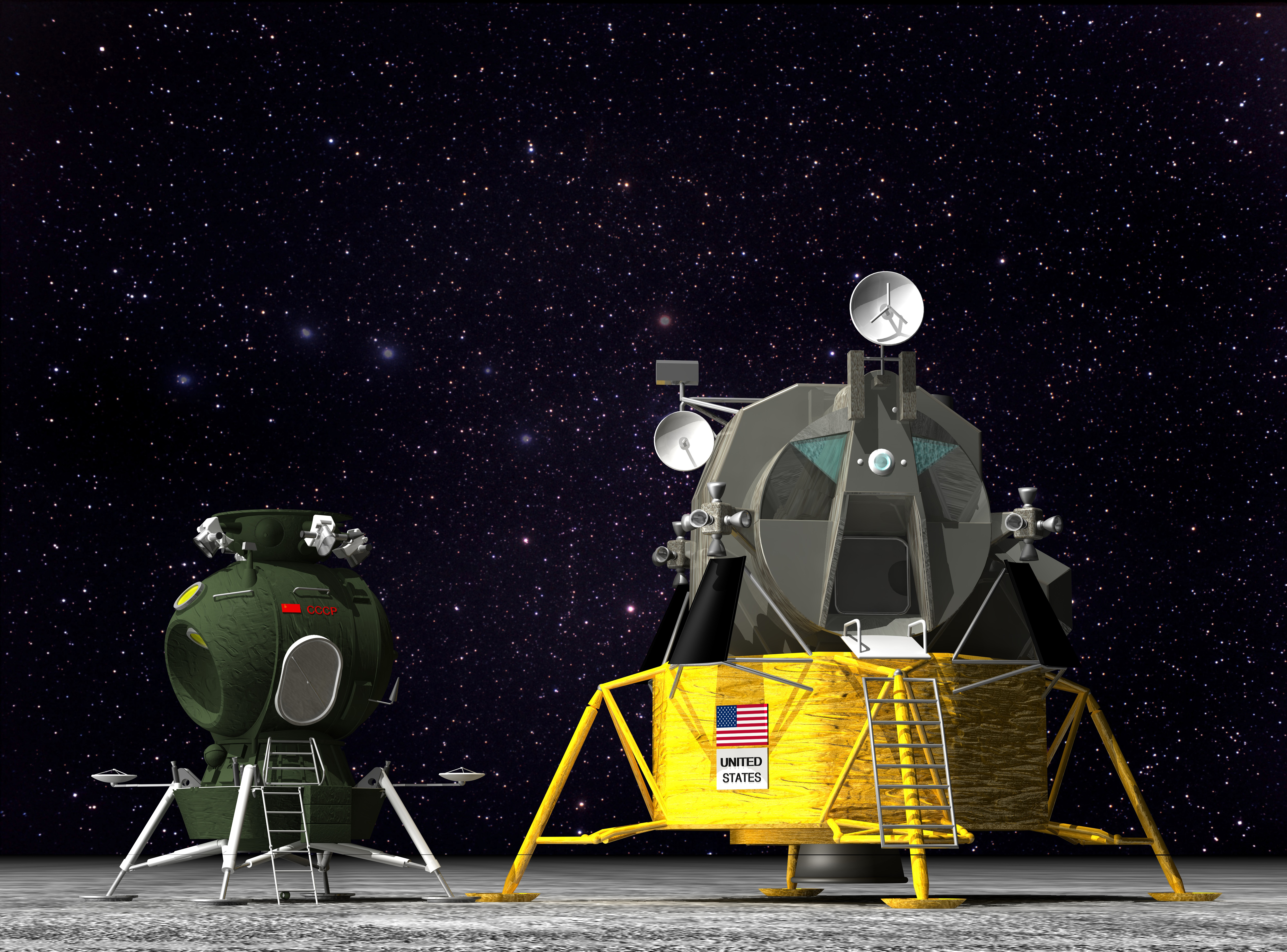
Größenvergleich der historischen sowjetischen und amerikanischen Landefähre

## Sowjetische Mondlandefähre
Für das sowjetische bemannte Mondprogramm wurde das „Mondschiff“ (russisch Лунный корабль – Lunniy Korabl, kurz LK) entwickelt, eine einstufige Landefähre. Hier sollte nur ein einfaches Landegestell auf dem Mond verbleiben. Mit der Fähre fanden von 1970 bis 1971 vier Testflüge in einer Erdumlaufbahn statt, bevor das Programm eingestellt wurde.

## Chinesische Mondlandefähre
Das chinesische bemannte Monderkundungsprogramm sieht eine erste Landung spätestens im Jahr 2030 vor. Hierfür ist eine zweistufige Fähre in Entwicklung, bestehend aus einer Lande- und Aufstiegsstufe und einer darunter montierten Bremsstufe. Letztere soll vor dem Erreichen der Mondoberfläche abgeworfen werden, während die Hauptstufe nach der Rückkehr in eine Mondumlaufbahn prinzipiell wiederverwendbar ist. Die Fähre wird für eine zweiköpfige Besatzung und den Transport eines 200 kg schweren Mondfahrzeugs ausgelegt.